# Instituto Beatíssima Virgem Maria

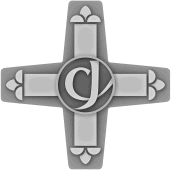
Emblema da Congregação de Jesus

O Instituto da Beatíssima Virgem Maria (IBVM), conhecido Irmãs de Loreto, é uma congregação religiosa feminina católica fundada em 1609 pela religiosa britânica católica Mary Ward. O Instituto da Beatíssima Virgem Maria segue o padrão da Companhia de Jesus, mantendo a autonomia e independência da hierarquia eclesiástica e devendo obedecer apenas ao Papa. 
No Brasil a entidade é atualmente chamada de Congregação de Jesus, mantenedora do Colégio Mary Ward.